# Les Siffleurs (film, 1964)
Pour les articles homonymes, voir Les Siffleurs (homonymie).
Pour plus de détails, voir Fiche technique et Distribution.
Les Siffleurs (Viheltäjät) est un film dramatique finlandais réalisé, écrit, produit, filmé et monté par Eino Ruutsalo et sorti en 1964. Le film a été tourné en France, principalement à Paris et dans la campagne parisienne.
Le style du film est un mélange de cinéma-vérité et de Nouvelle Vague française. Son personnage principal est Pierre, un acteur qui rêve de succès et de gloire.

## Fiche technique
- Titre français : Les Siffleurs[3]
- Titre original finlandais : Viheltäjät
- Réalisation : Eino Ruutsalo
- Scenario : Eino Ruutsalo
- Photographie :	Eino Ruutsalo
- Montage : Eino Ruutsalo
- Musique : Kalle Kaartinen (fi), Nathan Davis, Carlos M. Selva
- Production : Eino Ruutsalo
- Société de production : Suomi Film
- Pays de production :  Finlande
- Langue originale : français
- Format : Noir et blanc - 1,66:1 - 35 mm
- Durée : 81 minutes
- Genre : Drame psychologique
- Dates de sortie :
  - Finlande : 4 décembre 1964

## Distribution
- Michel Strasberg : Pierre Vilmond
- Maria Doniel : Catherine Aron
- Gilbert Reeb : Yves
- Maurice Dalais : Alain
- Claudine Coster : elle-même
- Jean-Claude Brialy : lui-même
- Pascale Petit : elle-même
- Jean-Louis Trintignant : lui-même
- René Simon : le conférencier
- Claude Viriot : le directeur de l'école de cinéma
- Paul Pavel : Guy
- Anne Daumas : Françoise
- Annie Jeanneret : l'amie de Pierre et de Guy
- Robert Manuel : lui-même, époux de Claudine Coster
- Mireille Strasser : Mlle Parfum
- Paul-André Therry : Paolo
- Daniel Vigne : l'un des dénonciateurs
- Nicole Darde : une fille qui admire les muscles, l'amie de Pierre